# Kintyre (Whiskybrennerei)
Kintyre war eine Whiskybrennerei in Campbeltown, Argyll and Bute, Schottland. Sie ist benannt nach der Halbinsel Kintyre, auf der Campbeltown liegt.
Die Brennerei wurde 1825 von John Beith gegründet, der auch an weiteren Campbeltown-Brennereien, wie Campbeltown oder Longrow, beteiligt war. Sie lag an der Broad Street in etwa gegenüber der Dalaruan-Brennerei. Nach Beiths Tod im Jahre 1840, etablierte sein Sohn eine Partnerschaft mit John Ross und John Colville, welche die Brennerei bis 1876 gemeinschaftlich führten. Bis zu ihrer Schließung im Jahre 1921 übernahmen dann John Ross & Co. den Betrieb. Kintyre war die erste Brennerei Campbeltowns, die in den 1920er Jahren geschlossen wurde und stellt somit das erste Anzeichen für den Niedergang der Whiskyproduktion in dieser Stadt dar, welchem innerhalb der folgenden acht Jahre 15 weitere Brennereien zum Opfer fallen sollten. Heute sind die Gebäude abgerissen und der Grund mit Wohnhäusern bebaut.
Als Alfred Barnard im Rahmen seiner Whiskyreise im Jahre 1885 die Brennerei besuchte, machte er nur spärliche Angaben über die Ausstattung dieser Brennerei. Die jährliche Produktionskapazität betrug 67.000 Gallonen. Es standen drei Brennblasen (Pot Stills) zur Verfügung, die einen Malt Whisky produzierten, der mit jenem der Longrow-Brennerei vergleichbar war.